# پایگاه نیروی هوایی تانجاوور
پایگاه نیروی هوایی تانجاوور (به انگلیسی: Thanjavur Air Force Station) (به زبان بومی: Tanjore Air Force Station) یک فرودگاه نظامی با کد یاتا TJV است که یک باند فرود بتن دارد و طول باند آن ۱۷۳۱ متر است. این فرودگاه در شهر تانجاوور کشور هند قرار دارد و در ارتفاع ۷۷ متری از سطح دریا واقع شده است.